# Куртранж
Куртранж (фр. Courteranges) насеље је и општина у североисточној Француској у региону Шампањ-Арден, у департману Об која припада префектури Троа.
По подацима из 2011. године у општини је живело 580 становника, а густина насељености је износила 89,64 становника/km². Општина се простире на површини од 6,47 km². Налази се на средњој надморској висини од 122 метара.

## Демографија
| 1962. | 1968. | 1975. | 1982. | 1990. | 1999. | 2011. |
| ----- | ----- | ----- | ----- | ----- | ----- | ----- |
| 170   | 174   | 202   | 273   | 295   | 425   | 580   |

График промене броја становника у току последњих година